# Scarification (jardinage)
Pour les articles homonymes, voir Scarification.
En jardinage, la scarification désigne, 
- soit l'action de griffer les pelouses pour aérer le sol et retirer la couche de feutrage et de mousse qui se forme au niveau des racines et qui asphyxie le gazon,
- soit le traitement des graines pour faciliter leur germination, voir scarification (germination).

## Scarification des pelouses

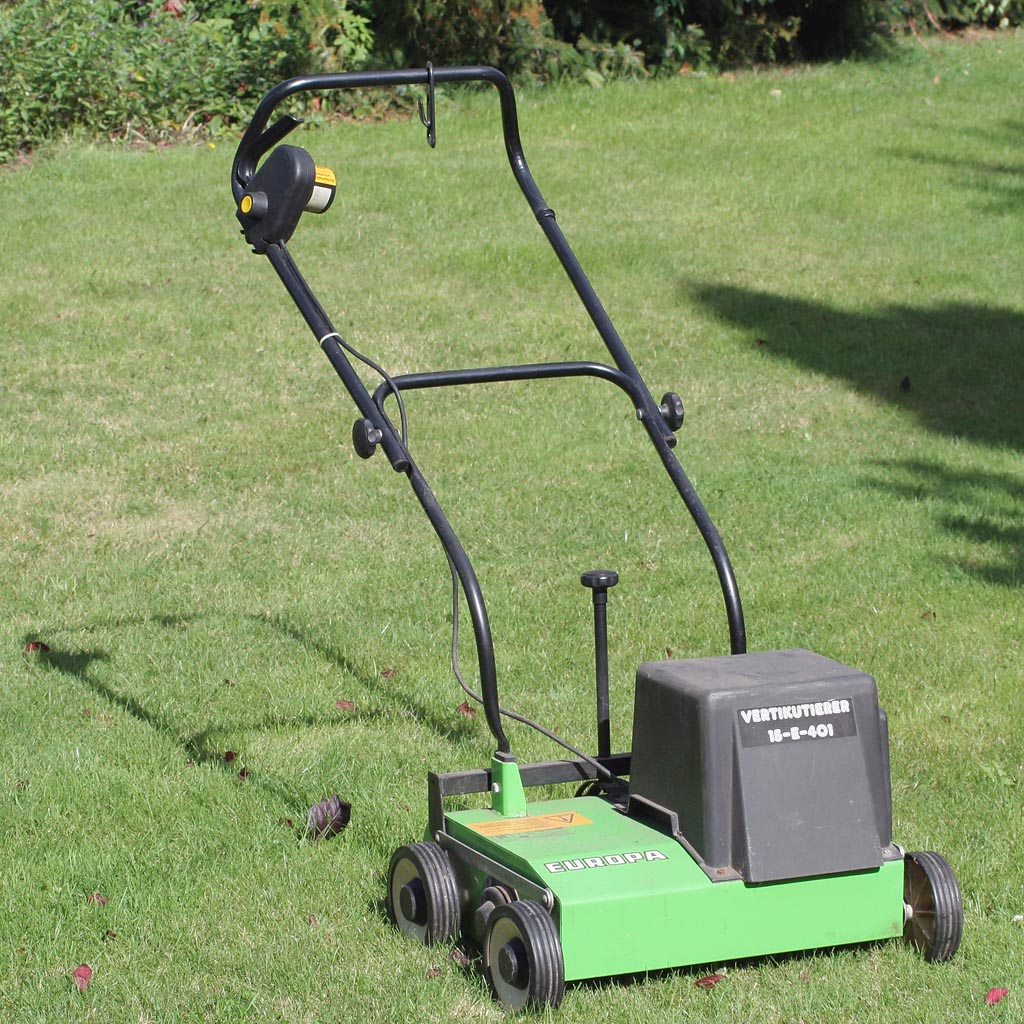
scarificateur électrique

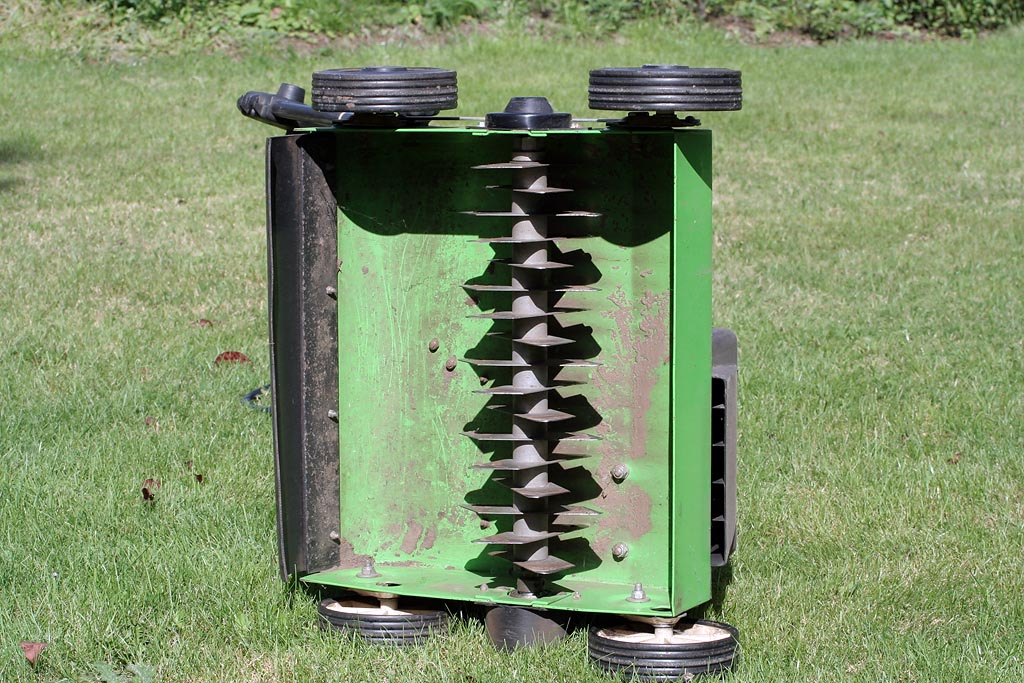
Vue de dessous

La scarification est une technique d’entretien du gazon qui  consiste à aérer le sol et à réduire les déchets d’herbe coupée et laissée sur place. Elle permet au sol d’absorber plus facilement l’eau et les éléments nutritifs, freine l’apparition de mousse (qui apparaît sur des sols trop humide, compacts, trop à l’ombre et sur toute pelouse avec le temps), et rend la pelouse plus dense et plus résistante.
La scarification de la pelouse se pratique de préférence en automne ou au printemps. 
Quand la pelouse doit être ressemée, la scarification se fait plutôt en automne, saison plus favorable au semis.

### Les scarificateurs
L’outil diffère selon la surface du terrain :
- pour un terrain inférieur à 50 m2 : scarificateur à main (appelé aussi racloir).
- pour un terrain compris entre 50 et 100 m2 : scarificateur rotatif.
- pour un terrain compris en 100 et 500 m2 :scarificateur électrique (inconvénient de fil électrique)
- pour un terrain de plus de 500 m2 : scarificateur thermique permettant une grande mobilité.

### Conditions de l'opération
- Le terrain avant scarification doit être humide mais pas détrempé (à arroser au besoin) ;
- les passages du scarificateur doivent être croisés pour une meilleure efficacité sans risque d’oubli d’une partie du terrain ;
- la scarification ne doit pas être trop profonde pour éviter d’arracher les racines ;
- les déchets doivent être ramassés après le passage du scarificateur.